# Nhóm ngôn ngữ Semit Ethiopia
Nhóm ngôn ngữ Semit Ethiopia (còn gọi Ethio-Semitic, Ethiosemitic, Ethiopia hoặc Abyssinia) là một nhóm ngôn ngữ được nói ở Ethiopia, Eritrea và Sudan. Cùng với ngôn ngữ Nam bán đảo Ả Rập cổ đại, chúng tạo thành nhánh phía tây của nhóm ngôn ngữ Semit Nam (một nhánh con của ngữ tộc Semit).
Tiếng Amhara, ngôn ngữ chính thức của Chính phủ Liên bang Ethiopia và của vùng Amhara, có khoảng 62 triệu người nói (bao gồm cả người nói ngôn ngữ thứ hai) và là ngôn ngữ Semit được nói rộng rãi nhất ở Ethiopia. Tiếng Tigrinya có 7 triệu người nói và là ngôn ngữ được sử dụng rộng rãi nhất ở Eritrea. Có một số lượng nhỏ người nói tiếng Tigre ở Sudan. Tiếng Ge'ez có một lịch sử văn học với chữ Ge'ez hình thành từ thế kỷ thứ nhất Công nguyên. Nó không còn được nói nữa nhưng vẫn là ngôn ngữ phụng vụ của Giáo hội Chính thống giáo Tewahedo của người Ethiopia và người Eritrea, cũng như các đối tác Công giáo Đông phương tương ứng của họ..
"Quê hương" của các ngôn ngữ Semit Nam đang được tranh luận rộng rãi, với các nguồn như A. Murtonen (1967) và Lionel Bender (1997) cho rằng nó có nguồn gốc ở Ethiopia và những người khác cho rằng ở miền nam của Bán đảo Ả Rập. Một nghiên cứu dựa trên mạng Bayes đánh giá sự thay đổi ngôn ngữ đã kết luận rằng quan điểm thứ hai (từ bán đảo Ả Rập) khả thi hơn.
Nhóm ngôn ngữ Semit Ethiopia hiện đại có chung trật tự câu chủ-tân-động (SOV) như là một phần của vùng ngôn ngữ Ethiopia, nhưng tiếng Ge'ez có trật tự câu động-chủ-tân (VSO) giống với các ngôn ngữ Semit khác.

## Phân loại
Sự phân chia nhóm ngôn ngữ này thành nhánh bắc và nhánh nam được đề xuất bởi Cohen (1931) và Hetzron (1972) và đã được chấp nhận rộng rãi, nhưng sự phân loại này gần đây đã bị Rainer Voigt thách thức. Voigt từ chối phân loại được đưa ra bởi Cohen và Hetzron, cho rằng chúng có mối quan hệ quá chặt chẽ để tách riêng thành hai nhóm con.

### Hudson (2013)
Hudson (2013) công nhận năm nhánh chính của Ethiosemitic. Phân loại của ông như dưới đây.
- Bắc 
  - Ge'ez
  - Tigre - Tigrinya
- Gafat
- Soddo - Mesqan - Gurage
  - Soddo
  - Mesqan - Gurage
    - Mesqan
    - Gurage
      - Muher
      - Chaha - Inor
- Silt'e - Zay - Harari
  - Harari
  - Silt'e, Zay
- Argobba - Amhara